# Alessandro Macioti
 (Velletri, 29 agosto 1798 – Roma, 18 gennaio 1859) è stato un arcivescovo cattolico e diplomatico italiano.

## Biografia
Era figlio di Michelangelo Macioti (1770-1852) e proveniva da una famiglia influente di Velletri. Suo zio Geraldo Macioti (1768-1837) fu vescovo ausiliare della sede suburbicaria di Velletri; un altro zio, Vincenzo Macioti (1775-1840) fu vescovo di Amelia e successivamente di Ferentino.
Alessandro Macioti ricevette il dottorato in teologia nel 1818 e ricevette l'ordinazione sacerdotale il 21 aprile 1821. Divenne canonico della cattedrale di Velletri e docente al seminario locale. Papa Gregorio XVI lo nominò cameriere segreto il 10 febbraio 1831. Il 20 agosto 1832 entrò al servizio della curia come prelato della casa pontificia. Divenne canonico della Basilica di Santa Maria Maggiore e il 30 agosto 1832 fu coadiutore del sottodatario Attone Benigni, alla cui morte lo sostituì come sottodatario dal 29 dicembre 1835. Allo stesso tempo divenne segretario della Congregazione lauretana.
Papa Gregorio XVI lo nominò arcivescovo titolare di Colossi il 26 settembre 1845. La consacrazione episcopale gli fu impartita il 5 ottobre dello stesso anno dal cardinale vicario Costantino Patrizi Naro; co-consacranti furono l'arcivescovo Giovanni Francesco Cometti Rossi e Carlo Gigli, vescovo di Tivoli. Fu inviato a Lucerna come nunzio apostolico in Svizzera nel periodo della guerra del Sonderbund, nel corso della quale Macioti si rivelò impossibilitato nel risolvere la situazione e fu quindi richiamato a Roma nel 1848. Papa Pio IX lo nominò coadiutore dell'Elemosiniere apostolico il 6 giugno 1850, Assistente al Soglio Pontificio il 21 giugno, poi consultore della Congregazione per gli affari ecclesiastici straordinari e assessore (segretario) della Santa Inquisizione (prima dell'11 aprile 1856). Il 1º maggio 1856 divenne canonico di san Pietro in Vaticano.

## Genealogia episcopale e successione apostolica
La genealogia episcopale è:
- Cardinale Scipione Rebiba
- Cardinale Giulio Antonio Santori
- Cardinale Girolamo Bernerio, O.P.
- Arcivescovo Galeazzo Sanvitale
- Cardinale Ludovico Ludovisi
- Cardinale Luigi Caetani
- Cardinale Ulderico Carpegna
- Cardinale Paluzzo Paluzzi Altieri degli Albertoni
- Papa Benedetto XIII
- Papa Benedetto XIV
- Papa Clemente XIII
- Cardinale Marcantonio Colonna
- Cardinale Giacinto Sigismondo Gerdil, B.
- Cardinale Giulio Maria della Somaglia
- Cardinale Carlo Odescalchi, S.I.
- Cardinale Costantino Patrizi Naro
- Arcivescovo Alessandro Macioti

La successione apostolica è:
- Arcivescovo Étienne Marilley (1846)
- Vescovo Johann Peter Mirer (1847)